# Science et Esprit
 (juillet 2014).
Si vous disposez d'ouvrages ou d'articles de référence ou si vous connaissez des sites web de qualité traitant du thème abordé ici, merci de compléter l'article en donnant les références utiles à sa vérifiabilité et en les liant à la section « Notes et références ».
Science et Esprit est une revue savante fondée en 1948 par des professeurs de la Compagnie de Jésus de Montréal. Elle est consacrée à la philosophie et à la théologie. En 1998, elle est passée sous la responsabilité du Collège universitaire dominicain d'Ottawa.
Bilingue (français et anglais), elle a actuellement pour directeur le professeur Michel Gourgues et compte sur son comité scientifique des figures telles que Jean Grondin, Georges Leroux, William Sweet, Yves-Charles Zarka, Thomas De Koninck et Charles Perrot.